# 쓰바키 나오키
쓰바키 나오키(일본어: 椿 直起, 2000년 6월 23일 ~ )는 일본의 축구 선수이다.

## 구단 경력
2019년 J1리그의 요코하마 F. 마리노스에 입단하였다.

## 국가대표팀 경력
그는 2017년 FIFA U-17 월드컵에 참가할 일본 U-17 국가대표팀에 발탁되었으며, 3경기에 출전했다.